# Tyquell Fields
Tyquell Fields (Yonkers, ...) è un giocatore di football americano statunitense che gioca come quarterback per i Prague Lions.

## Palmarès
- 1 Austrian Bowl (Vienna Dragons, 2023)